# Аміна Вадуд
Аміна Вадуд (англ. Amina Wadud; нар. 25 вересня 1952, Бетесда, Меріленд, США) — перша в історії жінка, яка проводить мусульманські релігійні церемонії як імам у США, професор вивчення ісламу Університету Співдружності Вірджинії.
18 березня 2005 Аміна Вадуд стала першою в історії жінкою, яка провела з групою вірян п'ятничну соборну молитву джума (араб. جمعة) як імам. Церемонія відбулася в приміщенні єпископального собору св. Івана Богослова в Нью-Йорку. Три мечеті відмовилися проводити церемонію, зокрема через погрози. У церемонії взяло участь близько 100 осіб, а на вулиці пройшла бурхлива демонстрація протесту.
1994 року Аміна Вадуд провела п'ятничну церемонію хутба (араб. خطبة) в мечеті Клермонт Мейн Род у Кейптауні (ПАР), що теж викликало протести.
У жовтні 2005 року Аміна Вадуд виступила на Міжнародному конгресі ісламського фемінізму в Барселоні й отримала пропозицію зайняти пост імама громади з 30 осіб.
Аміна Вадуд — фахівчиня з гендерних проблем і вивчення Корану. Захистила докторську дисертацію в Мічиганському університеті. Вивчала арабську мову в університетах Єгипту — Американському університеті, Каїрському університеті і університеті Аль-Азгар.
Авторка книги «Коран і жінка. Перечитуючи Коран з жіночої точки зору» (Qur'an and Woman: Rereading the Sacred Text from a Woman's Perspective).

## За і проти
Мусульманські кола домагалися звільнення Аміни Вадуд з роботи. Погляди Аміни Вадуд викликають широкий протест у мусульманському світі. Мусульманські теологи висловилися проти спроб проведення церемоній жінкою. Однак вона має й прихильників, особливо серед руху «прогресивних мусульман» у США.

## Особисте життя
У Аміни Вадуд п'ятеро дітей та шість онуків. Вадуд називає себе бісексуальною та небінарною.